# Балинген (Кайзерштуль)
Балинген (нем. Bahlingen am Kaiserstuhl) — община в Германии, в земле Баден-Вюртемберг.
Подчиняется административному округу Фрайбург. Входит в состав района Эммендинген. Население составляет 3964 человека (на 31 декабря 2010 года). Занимает площадь 12,66 км².